# Litevská kuchyně
Litevská kuchyně (litevsky: Lietuviška virtuvė) je tradiční kuchyní na území Litvy. Byla ovlivněna především polskou, běloruskou a lotyšskou kuchyní. Vliv na ní mělo i Rusko, neboť byla součástí Sovětského svazu.

## Suroviny

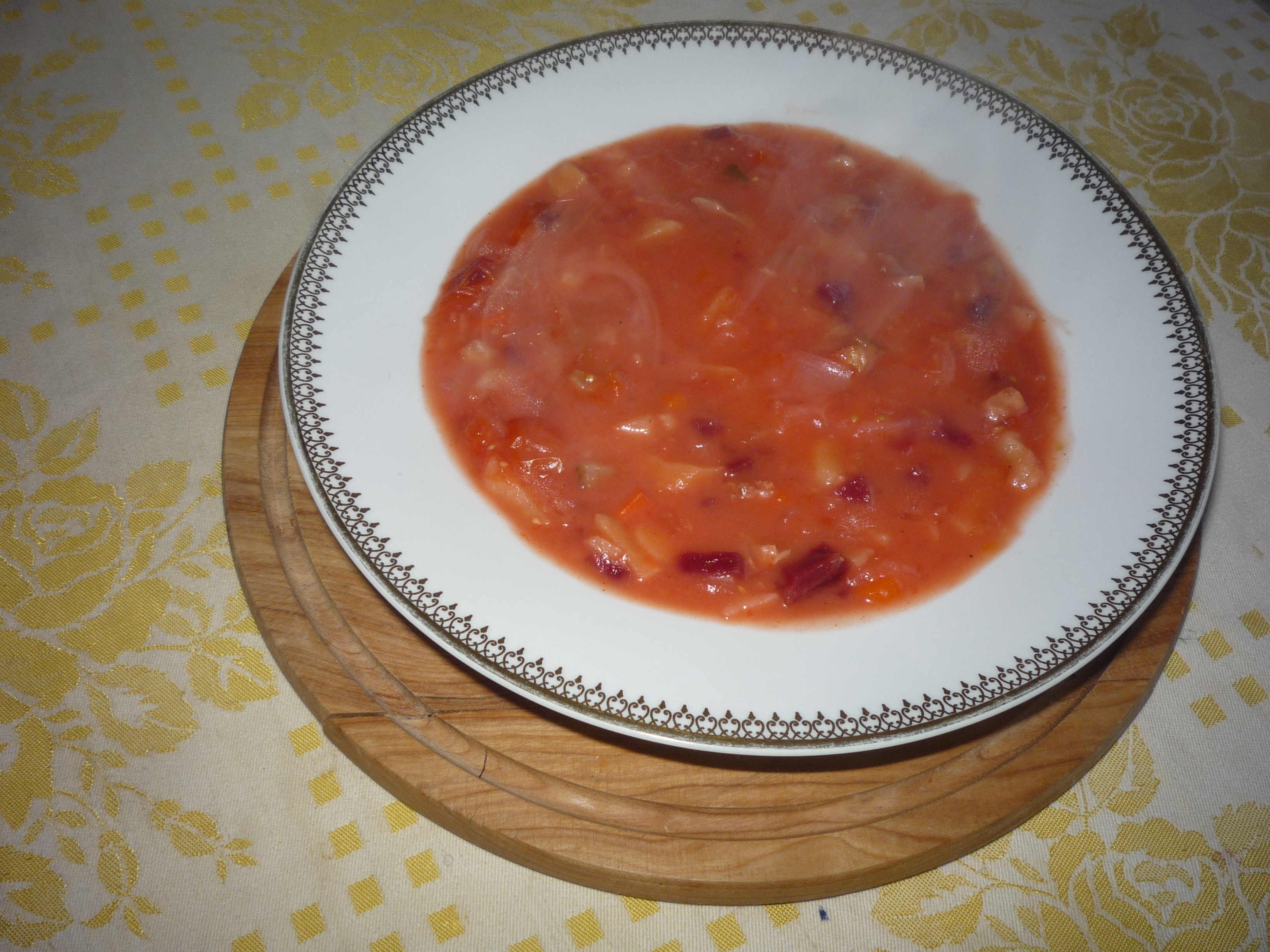
Boršč

Litevská kuchyně je založena především na bramborách, vepřovém masu a mléčných výrobcích. Připravované pokrmy jsou kaloricky vydatné. Často obsahují smetanu a máslo. Oblíbený je tvaroh, sýry, různé kefíry a žitný chléb.
Nejpoužívanější zeleninou je řepa, kapusta a obiloviny, které se zde pěstují ve velkém množství. Dále se používají salátové okurky, kyselé okurky, ředkvičky a listová zelenina. Oblíbené je i ovoce, ze kterého se připravují také kompoty. Jsou to švestky, jablka, hrušky, rybíz a angrešt.
V zalesněných oblastech je oblíbená zvěřina, sbírají se zde houby a lesní plody (borůvky, brusinky, klikva). Ryby se konzumují na pobřeží nebo v jezerních oblastech. Nejběžnější mořské ryby jsou tresky, lososi, sledi, šproty. Nejběžnější sladkovodní ryby jsou pstruzi a úhoři.
Jako koření slouží nejčastěji kopr, kmín, bobkový list, hořčice a česnek.

## Jídla

### Polévky
- Šaltibarščiai, růžová řepná polévka podobná boršči, která se na rozdíl od něj podává studená
- Barščiai, klasický boršč
- Juka, polévka z drůbeží (husí, kachní, kuřecí) krve podobná naší prdelačce[2]
- Zeleninové polévky, zelná, kopřivová, šťovíková, okurková
- Chlebová polévka

### Hlavní jídla

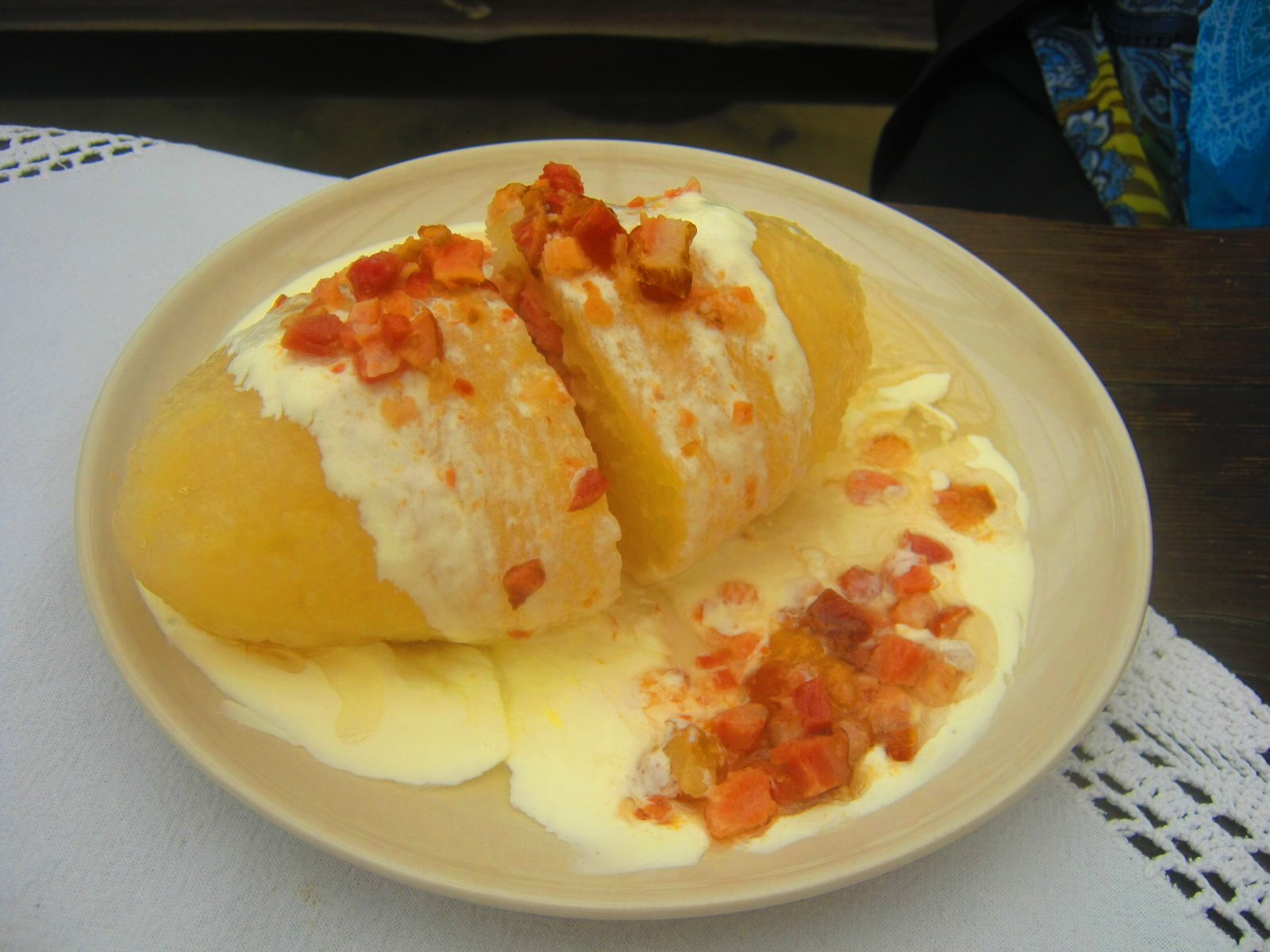
Cepelíny

- Cepelinai (cepelíny), národní litevské jídlo. Jedná se o větší bramborové šišky plněné mletým masem a podávané se smetanovou omáčkou. Název pochází od vzducholodi Zeppelin, které se podobají tvarem.
- Šašlykai, kousky masa opékané na jehle, podoba s tureckým kebabem.
- Koldūnai, knedlíčky plněné mletým masem, klobásou, sýrem nebo houbami, obdoba ruských pelmeňů.
- Troškinys, podoba s naším gulášem
- Kepsnys, tučná vepřová kotleta, často doplněná houbovou omáčkou
- Kotletai,  karbanátky z mletého masa podávané s bramborem nebo bramborovou kaší

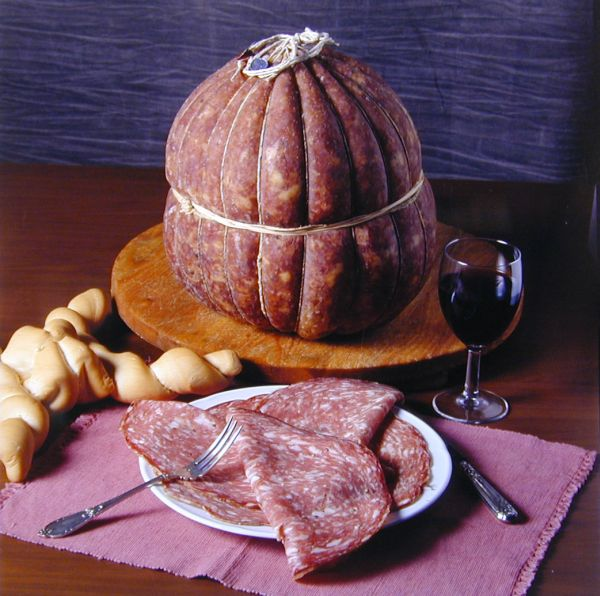
Skilandis

- SkilandisKugelis, bramborový nákyp podávaný se škvarky, slaninou nebo cibulkou[3]
- Balandėliai, závitky z dušené kapusty plněné masem a rýží
- Zrazai, plněné závitky z hovězího nebo vepřového masa
- Skilandis, vepřový žaludek plněný mletým masem, slaninou a česnekem
- Vėdarai, vepřové tlusté střevo plněné bramborami
- Dešrelės, klobásky z vepřového nebo hovězího masa
- Litevský salát, nejčastěji obsahuje nakládané okurky, vařenou mrkev, maso a majonézu.

### Sladká jídla

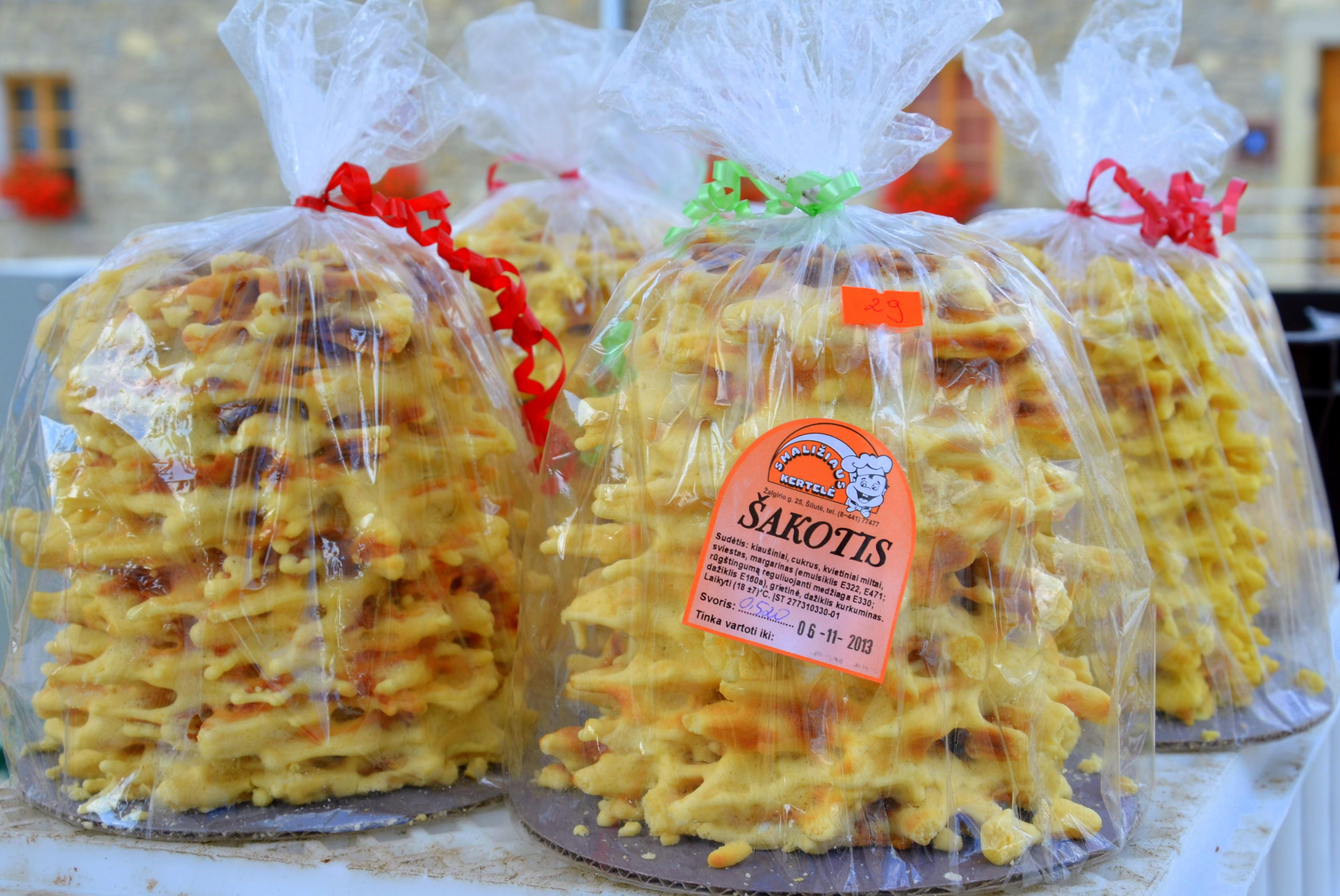
Šakotis

- Šakotis, vysoký zákusek tvaru hvězdy nebo vánočního stromku
- Skruzdėlynas, pyramida nebo kopule malých koláčků politá medem či sirupem a posypaná mákem
- Blynai, sladké palačinky nebo lívance, existují i ve slané bramborové verzi
- Spurgos, smažené koblihy s náplní nebo i bez náplně
- Žagarėliai, smažené pečivo posypané práškovým cukrem
- Tinginys, sladkost ze sušenek, kakaa, másla a ztuženého mléka
- Pyragai, koláče plněné ovocem nebo mákem

## Nápoje
- Pivo, nejoblíbenější nápoj v zemi (místní značky Utenos, Švyturys a Kalnapilis). Často se k němu podává kepta duona (kousky osmaženého žitného chleba potřené česnekem), piršteliai prie alaus (smažené prsty ze speciálního těsta), idaryti kiaušiniai (přepůlená a ozdobená vejce) nebo idaryti pomidorai (plněná rajčata).
- Midus, medovina, destilát z obilí a medu
- Degtinė, vodka pálená podomácku
- Starka, žitná vodka zrající v dubových sudech po dobu pěti až 50 let
- Trejos Devynerios, likér z 27 bylinek
- Gira, podoba s ruským kvasem. Nealkoholický nápoj vyrobený fermentací žita, pšenice či ječmene.
- Arbata, čaj černý nebo bylinkový (zázvorový, mátový, heřmánkový, šípkový, lipový)